# 藤ダリオ
藤 ダリオ（ふじ ダリオ、1962年10月18日 - ）は、日本の作家・脚本家・小説家・シナリオライター。北海道出身。脚本家としては藤岡 美暢（ふじおか よしのぶ）名義で活動。第24回新人テレビシナリオコンクール受賞、第9回シナリオ作家協会大伴昌司賞受賞、『リング2』脚本募集受賞。
1992年にアニメ『魔法のプリンセス ミンキーモモ』で脚本家デビューし、2008年に『出口なし』（角川書店）で小説家デビューを果たした。シナリオを書いたPS4ゲーム『√Letter ルートレター』は、2018年に中国でドラマ化され、2022年にハリウッド映画「Root Letter」として公開された。

## 代表作

### 書籍（藤ダリオ名義）
- 『出口なし』（著: 藤ダリオ、角川書店、2008年）[6]
- 『ホラー映画の舞台裏 恐怖はこうして作られる』（著: 藤ダリオ、中経の文庫〈中経出版〉、2009年）[7]
- 『あやかし探偵団 事件ファイル』シリーズ（著: 藤ダリオ、イラスト: Nino、くもん出版、2009年）[8]
- 『ミステリー・ドラマ』（著: 藤ダリオ、デザイン: 西村弘美、角川書店、2010年）[9]
- 『同葬会』（著: 藤ダリオ、角川ホラー文庫〈角川書店〉、2011年）[10]
- 『山手線デス・サーキット』（著: 藤ダリオ、角川ホラー文庫〈角川書店〉、2011年）[11]
- 『貞子3D 復活』（著: 藤ダリオ、角川ホラー文庫〈角川書店〉、2012年）[12]
- 『放課後デッド×アライブ』（著: 藤ダリオ、角川ホラー文庫〈角川書店〉、2012年）[13]
- 『演葬会』（著: 藤ダリオ、角川ホラー文庫〈角川書店〉、2014年）[14]
- 『レディオ・コール』（著: 藤ダリオ、イラスト: ざいん、TO文庫〈TOブックス〉、2014年）[15]
- 『東京鬼娘 -TOKYO DEVIL GIRLS-』（著: 藤ダリオ著、ブレインズ・ベース、イラスト: 佐藤陽子、オーバーラップ文庫〈オーバーラップ〉、2015年）[16]
- 『絶体絶命ゲーム』シリーズ（著: 藤ダリオ、絵: さいね、角川つばさ文庫〈KADOKAWA〉、2017年 - ）[17]
- 『九死一生ゲーム』シリーズ（著: 藤ダリオ、絵: ほし、集英社みらい文庫〈集英社〉、2021年 - ）
- 『パーフェクト・セキュリティ』（著:著: 藤ダリオ、絵: yui、角川つばさ文庫〈KADOKAWA〉2025年-)

### その他（藤岡美暢名義）
| カテゴリ                 | 製作年 | タイトル                | 備考 |
| ------------------------ | ------ | ----------------------- | ---- |
| TV脚本（アニメ）         | 2018   | 殺戮の天使              |      |
| TV脚本（実写）           | 2018   | くノ一忍法帖 蛍火       |      |
| TV脚本（実写）           | 2018   | 池波正太郎時代劇 光と影 |      |
| ゲームシナリオ           | 2017   | √Letter ルートレター    |      |
| 映画脚本（実写）         | 2012   | 貞子3D                  |      |
| 映画脚本（実写）         | 2009   | ボディ・ジャック        |      |
| TV脚本（アニメ）         | 2008   | 魍魎の匣                |      |
| ネットシネマ脚本（実写） | 2006   | 大きな古時計            |      |
| 映画脚本（実写）         | 2001   | 富江 re-birth           |      |